# Friedrich von Spankeren
Friedrich Wilhelm Franz van Spankeren, à partir de 1858 von Spankeren (né le 23 avril 1804 à Eupen et mort le 21 mars 1886 à Bonn) est un fonctionnaire et homme politique prussien.

## Biographie
Il est issu d'une famille d'origine hollandaise de la ville de Spankeren (aujourd'hui Rheden) et est le fils d'Eberhard van Spankeren (de) (1761-1840) et de Karoline Wilhelmine, née Kloenne (1769-1845). Son frère aîné est le conseiller de guerre prussien Wilhelm von Spankeren (1797-1862), son neveu est le lieutenant général prussien Rudolf von Spankeren (de) (1839-1920).
Spankeren est diplômé du lycée de Joachimsthal de Berlin. Il ne fait probablement pas de service militaire. Il étudie le droit et les sciences politiques à Bonn et à Berlin. En 1825, il réussit l'examen pour devenir auscultateur, en 1827 pour devenir stagiaire au tribunal et en 1831 pour devenir assesseur au tribunal. En 1831 et 1832, il travaille à ce titre aux tribunaux régionaux de Cologne et de Trèves. Il est ensuite temporairement conseiller juridique du gouvernement à Trèves.
En 1834, Spankeren et Friederike Paulina Stubbe se sont mariés à Paderborn.
En 1835, il est procureur d'État auprès du tribunal régional de Trèves et est promu peu de temps après au rang de conseiller judiciaire régional. En 1837, von Spankeren devient conseiller de gouvernement auprès du gouvernement de Coblence. En 1844, il est nommé conseiller supérieur du gouvernement et chef de département. En 1849, il est nommé président provisoire du district de Düsseldorf. Un an plus tard, il est retourné à Coblence en tant que vice-président. De 1854 à 1863, il est président du district d'Arnsberg. Conformément à la loi du 21 juillet 1852, Spankeren est mis à la retraite provisoire en 1863 pour des raisons politiques. Il est définitivement libéré de la fonction publique avec droit à la retraite en 1867.
Parallèlement à son activité professionnelle, et surtout après, Spankeren est également actif en politique. En tant que libéral, il est député de la première chambre du parlement de l'État prussien en 1849. Dans les années 1866/67, il est député de la chambre des représentants de Prusse en tant que national-libéral, au sein du groupe parlementaire ancien libéral. En 1867, il est également député du Reichstag constituant de la Confédération de l'Allemagne du Nord et appartient au Parti national-libéral. De 1869 à 1873, Spankeren est de nouveau député de la Chambre des représentants de Prusse.